# Vicente Aleixandre
Vicente Aleixandre y Merlos (Sevilla, 26. travnja 1898. – Madrid, 14. prosinca 1984.), španjolski književnik.
- 1977. - Nobelova nagrada za književnost